# Định lý Fontene
Định lý Fontene là một trong ba định lý hình học phẳng nói về các tính chất của tam giác hình chiếu của một điểm trong mặt phẳng tam giác.

## Định lý Fontene thứ nhất
Cho tam giác {\displaystyle ABC}, {\displaystyle A'B'C'} là tam giác trung bình của tam giác {\displaystyle ABC}, {\displaystyle A''B''C''} là một tam giác hình chiếu của điểm P trong mặt phẳng. Các cạnh tương ứng của tam giác {\displaystyle A'B'C'} và{\displaystyle A''B''C''} cắt nhau tại {\displaystyle A_{0}B_{0}C_{0}} khi đó {\displaystyle A''A_{0},B''B_{0},C''C_{0}} đồng quy tại một điểm trên đường tròn chín điểm.

## Định lý Fontene thứ hai
Cho tam giác ABC, đường tròn ngoại tiếp của tam giác hình chiếu của điểm P luôn đi qua một điểm cố định trên đường tròn chín điểm khi P di chuyển trên đường thẳng qua tâm đường tròn ngoại tiếp.

## Định lý Fontene thứ ba
Cho tam giác ABC, và một điểm P trong mặt phẳng. Đường tròn ngoại tiếp của tam giác hình chiếu của điểm P tiếp xúc với đường tròn chín điểm khi và chỉ khi P, điểm liên hợp đẳng giác của P và tâm đường tròn ngoại tiếp tam giác ABC thẳng hàng.
Định lý Fontene thứ ba là một mở rộng định lý Feuerbach về đường tròn chín điểm và các đường tròn nội tiếp bàng tiếp.